# Léane Tabu
Léane Tabu, née le 31 mai 2006 dans le département du Loiret, est une coureuse cycliste française membre de l'équipe Elles - Groupama - Pays de Loire.

## Biographie

### Carrière
En fin de saison 2022, le Comité Départemental Olympique et Sportif du Loiret lui décerne le Trophée de la Jeunesse. La Française, alors membre de l'US Banny annonce rejoindre l'équipe régionale Centre Val de Loire.
En 2023, Tabu réalise un triplé sur les championnats de France de l'Avenir sur route en remportant la course en ligne, le contre-la-montre ainsi que le relais mixte dans la catégorie juniors. La même année, elle remporte une médaille d'or en poursuite par équipes lors des championnats du monde sur piste juniors et deux médailles d'argent aux championnats d'Europe sur piste juniors, sur la course au point et sur la poursuite par équipes,. En septembre, elle participe à la course élite du Watersley Challenge où elle termine 6e à 31 secondes de la tête du général.
En 2024, elle se classe 2e des Boucles guégonnaises puis dans le top 10 de la Route de l'Est. Elle rejoint l'équipe Elles - Groupama - Pays de Loire pour la saison 2025. En début de saison, elle réalise des places d’honneurs sur plusieurs courses nationales, dont une 3e place sur Les Reines de la Cisse. 
En janvier 2025, lors des championnats de France de cyclisme sur piste, elle termine 2e de la poursuite par équipe avec notamment Kristina Nenadovic.

## Palmarès sur piste

### Championnats du monde
| Édition / Épreuve      | Poursuite par équipes               |
| Cali 2023 (juniors)    | Or (avec Chéreau, Dupin et Mahieu)  |
| Luoyang 2024 (juniors) | Argent (avec Cabot, Dupin et Demay) |

### Championnats d'Europe
| Édition / Épreuve     | Poursuite par équipes                | Course aux points |
| Anadia 2023 (juniors) | Argent (avec Demay, Dupin et Mahieu) | Argent            |

### Championnats nationaux
- 2021
  - 3e de la vitesse par équipes juniors
- 2023
  -  Championne de France de poursuite par équipes (avec Pernollet, Chéreau,  Labastugue et  Demay)
- 2024
  -  Championne de France de l'omnium juniors
  -  Championne de France de l'élimination juniors
  - 2e de la course aux points
  - 3e de la poursuite juniors
  - 3e de l'américaine
- 2025
  - 2e de la poursuite par équipes

## Palmarès sur route

### Par année
- 2022
  - 3e du championnat de France sur route du relais mixte juniors
- 2023
  -  Championne de France sur route juniors
  -  Championne de France de contre-la-montre juniors
  -  Championne de France de relais mixte juniors
  - Chrono des Nations juniors
  -  Médaillée de bronze du championnat d'Europe sur route juniors
  -  Médaillée de bronze du championnat d'Europe du contre-la-montre en relais mixte juniors
- 2024
  - 2e des Boucles guégonnaises
- 2025
  - 3e des Reines de la Cisse